# Brélès
Brélès (en bretó Brelez) és un municipi francès, situat a la regió de Bretanya, al departament de Finisterre. L'any 2006 tenia 792 habitants.

## Demografia
| 1962                                       | 1968 | 1975 | 1982 | 1990 | 1999 |
| ------------------------------------------ | ---- | ---- | ---- | ---- | ---- |
| 689                                        | 624  | 528  | 600  | 763  | 749  |
| Des de 1962: població sense dobles comptes |      |      |      |      |      |

## Administració
| Període | Identitat | Partit |
| ------- | --------- | ------ |
| 2008-   | Guy Colin |        |